# Kwuna
Die Kwuna ist eine Doppelendfähre der kanadischen Reederei BC Ferries.

## Geschichte
Das Schiff wurde unter der Baunummer 373 auf der kanadischen Werft Yarrows in Esquimalt für das British Columbia Ministry of Transportation and Highways gebaut. Die Fertigstellung erfolgte im Juli 1975.
Die Fähre wurde auf der Strecke zwischen Skidegate auf Graham Island und Alliford Bay auf Moresby Island in Dienst gestellt, auf der sie bis heute verkehrt. 1985 übernahm BC Ferries im Zusammenhang mit der Übernahme des Fährverkehrs vom British Columbia Ministry of Transportation and Highways auch die Kwuna.
Der Schiffsentwurf stammte von Marine Design Associates in Victoria. Die Fähre ist nach Kwuna Point, einer Landspitze im Norden von Alliford Bay, benannt.

## Technische Daten und Ausstattung
Das Schiff wird von zwei Caterpillar-Dieselmotoren mit 906 PS Leistung angetrieben. Die Motoren wirken jeweils auf eine Propellergondel mit Kortdüse an den beiden Enden der Fähre.
Die Fähre verfügt über ein durchlaufendes Fahrzeugdeck mit drei Fahrspuren. An den Enden der Fähre befinden sich absenkbare Rampen, die am Anleger auf feste, ins Wasser führende Rampen gelegt werden. Die Fähre ist die einzige von BC Ferries, die diese Technik nutzt. Sie kann daher im Falle eines Ausfalls nicht durch eine andere Fähre ersetzt werden. In so einem Fall muss auf einen von einem Schlepper bewegten Prahm zurückgegriffen werden.
Auf beiden Seiten der Fähre befinden sich Aufbauten. Auf einer Seite befindet sich hier ein Aufenthaltsraum mit Sitzbänken für die Passagiere. Auf der anderen Seite ist auf den Aufbauten das Steuerhaus aufgesetzt.